# Fuscocephaloziopsis
Fuscocephaloziopsis là một chi rêu trong họ Cephaloziaceae.